# جيمس روب (فيلسوف)
جيمس روب (بالإنجليزية: James Robb)‏ هو فيلسوف أمريكي، ولد في 25 أبريل 1918 في بينا في الولايات المتحدة، وتوفي في 16 سبتمبر 1993 في ميلواكي في الولايات المتحدة.